# 青木紳一
青木 紳一（あおき しんいち、1965年6月9日 - ）は、囲碁の棋士。神奈川県出身、日本棋院所属、九段。菊池康郎に師事。妹は青木喜久代八段。神奈川大学の非常勤講師も務める。

## 経歴
菊池康郎の主催する緑星会（現・緑星囲碁学園）に学ぶ。昭和55年に第1回少年少女囲碁大会の中学生の部で優勝した後、院生となり、58年入段、同年二段、59年三段、60年四段、62年五段、平成元年六段、3年七段、6年八段、11年九段。

## 主なタイトル
昭和63年：第3期俊英トーナメント戦優勝